# Hans-Jürgen Kreische
Hans-Jürgen Kreische, född den 19 juli 1947 i Dresden, Tyskland, är en östtysk fotbollsspelare som tog OS-brons i fotbollsturneringen vid de olympiska sommarspelen 1972 i München.